# Kristina Šundov
Kristina Šundov (* 17. September 1986 in Split, SFR Jugoslawien) ist eine kroatische Fußballspielerin.

## Karriere

### Verein
Kristina Šundov begann beim NK Stobreč mit dem Fußballspielen und durchlief in den folgenden Jahren mit dem NK Split, NK Dinara – Knin, ŽNK Dalmacija, ŽNK Marjan Split und NK Kaštela verschiedene kroatische Vereine. Mit ŽNK Dalmacija gelang ihr der Aufstieg in die 1. HNLŽ, die erste kroatische Liga.
Nach dem Wechsel zum FFC Zuchwil 05 im Sommer 2005 war Šundov sieben Jahre in der Schweizer Nationalliga A aktiv. Mit Zuchwil wurde sie 2006 Schweizer Vizemeisterin und gewann 2007 die Meisterschaft, woran sie als Torschützenkönigin großen Anteil hat. 2006 und 2007 bestritt sie zudem insgesamt sechs Spiele im UEFA Women’s Cup, wobei ihr ebenso viele Tore gelangen. Anfang 2009 entschied sie sich für einen Wechsel zum FC Rot-Schwarz Thun, mit dem sie im Mai 2009 den Schweizer Pokal gewann, ehe die Mannschaft zur Spielzeit 2009/10 zum FC Thun überging. Zur Saison 2010/11 unterschrieb Šundov beim FC Basel, ehe sie die Schweiz im Sommer 2012 verließ und zum SC Telstar VVNH in die neu gegründete BeNe League wechselte. Mit dem Verein aus Velsen gewann sie 2012/13 die BeNe League B und kam bis Ende 2013 in 31 Ligaspielen zum Einsatz, wobei ihr sieben Treffer gelangen.
Zur Rückrunde 2013/14 unterschrieb Šundov einen bis 2015 gültigen Vertrag beim deutschen Bundesligisten MSV Duisburg, der kurz zuvor die Mannschaften des insolventen FCR 2001 Duisburg übernommen hatte. Für Duisburg debütierte sie am 16. Februar 2014 beim 2:1-Heimerfolg gegen Bayer 04 Leverkusen in der Bundesliga und erzielte in dieser Partie mit dem Treffer zum zwischenzeitlichen 1:0 sogleich ihren ersten Treffer. In den folgenden eineinhalb Jahren bestritt sie insgesamt 27 Ligapartien für den MSV, kam nach der Winterpause 2014/15 aber vorwiegend als Einwechselspielerin zum Einsatz. Nach dem Abstieg Duisburgs wechselte Šundov zur Saison 2015/16 zu Bayer 04 Leverkusen. Im Sommer 2016 verließ sie Deutschland und steht seither wieder beim FC Basel in der Nationalliga A unter Vertrag.

### Nationalmannschaft
Šundov debütierte am 14. Mai 2003 für die kroatische Nationalmannschaft. Beim 5:0-Erfolg gegen die Auswahl Sloweniens erzielte sie zwei Minuten nach ihrer Einwechslung in der 51. Minute sogleich ihren ersten Treffer im Nationaltrikot. Neun Tage später folgte beim 0:0 gegen die Auswahl Irlands im Rahmen der Qualifikation zur Europameisterschaft 2005 der erste Einsatz in einem Pflichtspiel. Von 2004 bis 2005 bestritt sie zudem zehn Partien für die U-19-Nationalmannschaft, sechs davon im Rahmen der Qualifikation zur Jahrgangseuropameisterschaft 2005.

## Sonstiges
Am 26. März 2012 gewann Šundov in der Kategorie Profi-Sportlerinnen den "Vecernjakova Domovnica 2012"-Preis.

## Erfolge
- Ligacup-Sieger 2006 (FFC Zuchwil 05)
- Schweizer Meister 2006/2007 (FFC Zuchwil 05)
- Torschützenkönigin Nationalliga A 2006/07
- Schweizer Cup Sieger 2008/2009 (FC Thun)
- Meister BeNe League B 2012/13 (SC Telstar VVNH)

## Auszeichnungen
- 2012: Vecernjakova Domovnica (Kategorie „Profi-Sportlerinnen“)